# Saxifraga pulvinaria
Saxifraga pulvinaria är en stenbräckeväxtart som beskrevs av H. Sm.. Saxifraga pulvinaria ingår i Bräckesläktet som ingår i familjen stenbräckeväxter. Inga underarter finns listade i Catalogue of Life.